# 鹿島南共同発電所
鹿島南共同発電所（かしまみなみきょうどうはつでんしょ）は、茨城県神栖市にある火力発電所。
鹿島南共同発電株式会社（かしまみなみきょうどうはつでん、英語: SOUTH KASHIMA POWER PLANT INC.）は、鹿島南共同発電所を経営する企業。

## 概要
鹿島臨海工業地帯で工場を操業するAGCやクラレ、JSR、三菱ガス化学など神之池東部地区の南グループ16社が出資して設立した鹿島南共同発電株式会社が経営する発電所であり、各社への電力、蒸気及び純水の供給を行っている。
2011年10月17日には、2012年4月から都市ガス（主成分は天然ガス）の使用が可能となることに伴い、既設3基の重油燃焼ボイラーを順次都市ガス燃焼ボイラーに改造することを発表した。
付近には、鹿島北共同発電鹿島北共同発電所の他、JERA鹿島火力発電所がある。

## 発電設備

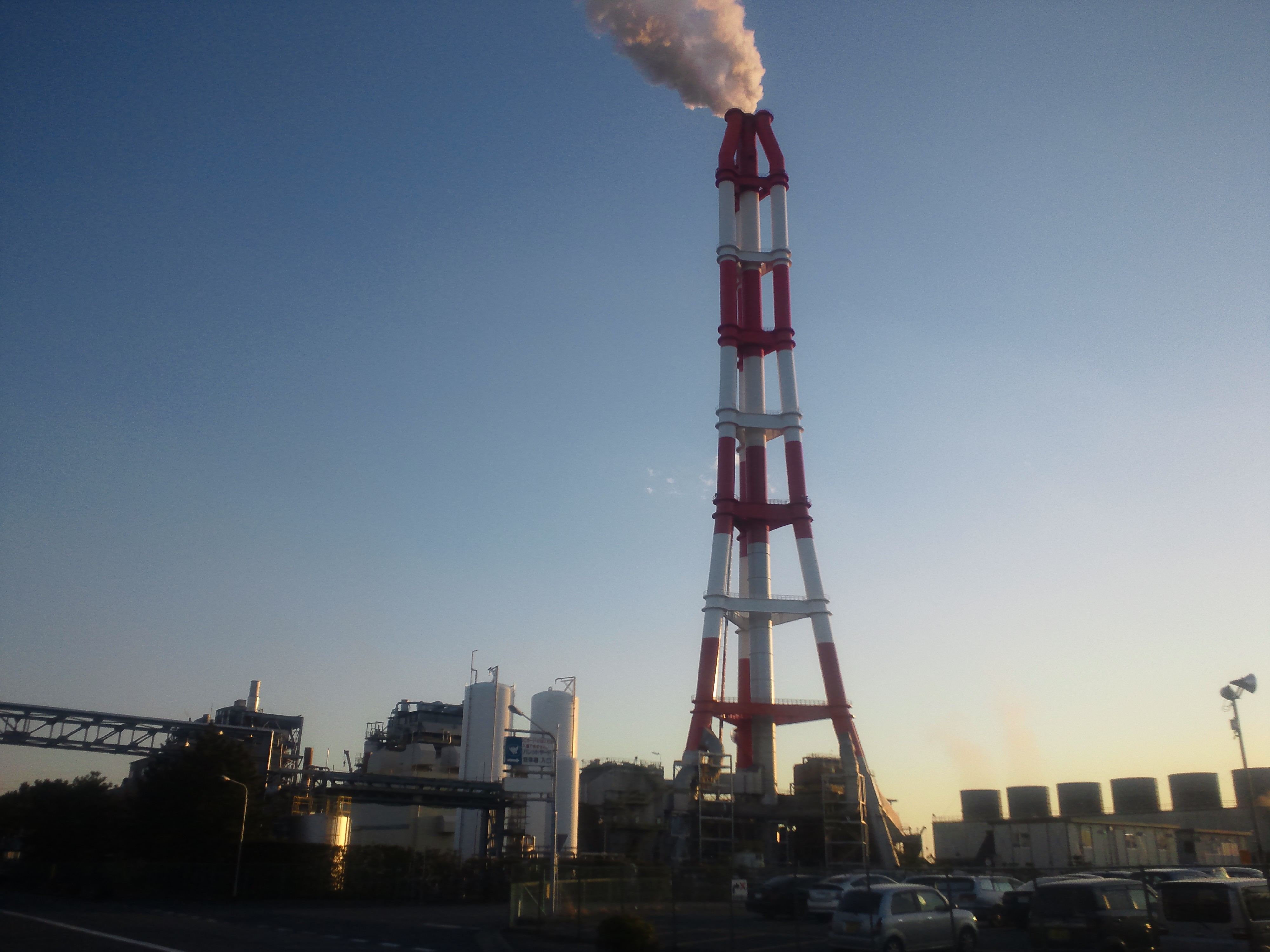
2012年1月31日撮影

- 総出力：21万kW[3]

1号機（2020年7月10日より長期停止中）
発電方式：汽力発電方式
定格出力：7万kW
使用燃料：都市ガス（2013年7月以前は重油）
営業運転開始：1971年2月
2号機
発電方式：汽力発電方式
定格出力：7.1万kW
使用燃料：都市ガス（2013年2月以前は重油）
営業運転開始：1975年7月
3号機
発電方式：汽力発電方式
定格出力：5.75万kW
使用燃料：都市ガス（2012年4月以前は重油）
営業運転開始：1988年2月
4号機
発電方式：ガスエンジン発電方式（内燃力発電）
定格出力：5,750kW
使用燃料：都市ガス（以前はLNG）
営業運転開始：2007年7月
5号機
発電方式：ガスエンジン発電方式（内燃力発電）
定格出力：5,750kW
使用燃料：都市ガス（以前はLNG）
営業運転開始：2007年7月
6号機
発電方式：ガスエネルギー回収タービン発電方式
定格出力：1,500kW
7号機（建設予定）
発電方式：コンバインドサイクル発電方式
定格出力：10.7万kW
使用燃料：都市ガス